# 活著唱著
《活著唱著》是2019年加拿大華裔導演馬楠執導的劇情長片。在2019年上海国际电影节的亞洲新人獎中，獲得最佳影片和最佳女演員。

## 演員
- 趙小利
- 甘貴丹

## 發行
該片入圍第72屆坎城影展的「導演雙週」競賽單元。
2020年8月28日，影片于中国全国艺联专线上映。

## 獎項及提名
| 類別   | 頒獎日期       | 獎項               | 名字         | 結果 | 參考 |
| ------ | -------------- | ------------------ | ------------ | ---- | ---- |
| 金鸡奖 | 2019年11月23日 | 最佳中小成本故事片 | 《活著唱著》 | 待定 |      |
| 金鸡奖 | 2019年11月23日 | 最佳女主角         | 趙小利       | 待定 |      |

## 外部連結
- 豆瓣电影上《活著唱著》的資料 （简体中文）
- 互联网电影数据库（IMDb）上《活著唱著》的资料（英文）